# John Boynton Priestley
Pour les articles homonymes, voir Priestley.
John Boynton Priestley, est un écrivain et homme de radio britannique, né le 13 septembre 1894 à Bradford et mort le 14 août 1984 à Stratford-upon-Avon.
Il a notamment été critique, essayiste, homme de radio et de télévision, ainsi que romancier, dramaturge, scénariste et auteur d'ouvrages de littérature d'enfance et de jeunesse, de science-fiction et de genre policier.

## Biographie
Il étudie la littérature anglaise à l'Université de Cambridge et fait ses premiers pas dans le monde de la littérature comme critique et essayiste pour divers magazines et revues.
Les Bons Compagnons (The Good Companions, 1929), son troisième roman, « lui assure la célébrité ». Ce roman est en outre adapté au cinéma et au théâtre, tout comme le récit fantastique intitulé Dans la nuit (Benighted, 1927), en 1932 par James Whale sous le titre La Maison de la mort et en 1963 par William Castle sous le titre The Old Dark House. Quant à Les Hommes du dernier jour (The Doomsday Men, 1938), aussi traduit sous le titre Quand sonnera l'heure, c'est un gros succès de librairie qui raconte « l'enquête, dans les déserts californiens, de trois hommes qui, pour des motifs différents, se lancent sur la piste d'une curieuse fratrie, les Mac Michael », qui vise à déclencher la fin du monde grâce à l'arme atomique.
Durant la Seconde Guerre mondiale, Priestley anime avec succès à la BBC des émissions destinées à soutenir le moral des Anglais.
Grand voyageur, il parcourt le monde, et le voyage tient une place importante dans son œuvre romanesque, bien que le théâtre demeure toutefois son art de prédilection, ses pièces obtenant de gros succès dans le West End de Londres, tout comme sur Broadway, notamment Virage dangereux (Dangerous Corner, 1932), pièce policière jouée près de 300 fois sur Broadway, et Un inspecteur vous demande (An Inspector Calls, 1947), qui compte près de 100 représentations sur Broadway lors de la première production en 1947, et plus de 450, lors de la reprise en 1994.
Dès 1955, Priestley réalise des émissions pour la télévision britannique et rédige le scénario du film Vacances sur ordonnance (Last Holiday), réalisé par Henry Cass en 1950, avec Alec Guinness.
Au cours des années 1960, son œuvre romanesque devient de plus en plus éclectique, et aborde tour à tour « la science-fiction, le fantastique, l'espionnage ou le thriller, tels Le Reflet de Saturne (Saturn Over the Water, 1961), où une organisation internationale rappelant celle de Fu Manchu ambitionne d'asservir le monde ; Une histoire à dormir debout (The Shapes of Sleep, 1962), un récit qui traite de la manipulation d'une population par un système de contrôle hypnotique ; ou Salt Is Leaving (1966) qui met en scène un médecin désireux de retrouver un libraire disparu ».
Il est le père du monteur et monteur son Tom Priestley (1932-2023).

## Œuvre

### Romans
- Adam in Moonshine (1927) Publié en français sous le titre Adam au clair de lune, Liège, Maréchal, éditeur, 1946 ; réédition, Paris, Phébus, 1997
- Benighted (1928) Publié en français sous le titre Dans la nuit, Paris, éditions Excelsior, 1934
- The Good Companions (1929) Publié en français sous le titre Les Bons Compagnons, vol. I : Coups de tête ; vol. II : Coups de théâtre, Paris, Stock, Delamain et Boutelleau, 1932
- Farthing Hall (1929), en collaboration avec Hugh Walpole
- Angel Pavement (1930) Publié en français sous le titre La Ruelle de l'ange, Paris, éditions Universelles, 1945
- Faraway (1932)
- I'll Tell You Everything (1932), en collaboration avec Gerald Bullett
- Wonder Hero (1933) Publié en français sous le titre Un héros, Paris, Albin Michel, collection des Maîtres de littérature étrangère, 1934
- They Walk in the City (1936) Publié en français sous le titre La Grande Ville, Bruxelles, éditions de la Paix, 1947
- The Doomsday Men (1937) Publié en français sous le titre Les Hommes du dernier jour, Liège, Maréchal, coll. « Couleur du monde » no 10, 1948 ; réédition dans une traduction revue et corrigée sous le titre Quand sonnera l'heure, Verviers, Gérard, coll. « Marabout » no 29, 1950
- Let the People Sing (1939) Publié en français sous le titre Et que le peuple chante. Paris. Éditions de la Paix, 1948
- Blackout in Gretley (1942) Publié en français sous le titre Au cœur des ténèbres, Londres, Heineman & Zsolnay (Commodore), 1943
- Daylight on Saturday (1943)
- Three Men in New Suits (1945)
- Bright Day (1946) Publié en français sous le titre Jours ardents, Monaco, éditions du Rocher, coll. « Les Palmes » no 14, 1948
- Jenny Villiers (1947)
- Three Time-Plays (1947)
- Festival at Farbridge (1951)
- Low Notes on a High Level (1954)
- The Magicians (1954)
- Saturn over the Water (1961) Publié en français sous le titre Le Reflet de Saturne, Paris, éditions Robert Laffont, 1962 ; réédition, Courbevoie, Durante, coll. « L'Éternel Retour », 2003
- The Thirty-First of June (1961) Publié en français sous le titre Le 31 juin, Paris, éditions Robert Laffont, 1963
- Salt Is Leaving (1961)
- The Shapes of Sleep (1962) Publié en français sous le titre Une histoire à dormir debout, Paris, éditions Robert Laffont, 1964 ; réédition, Paris, éditions Robert Laffont, coll. « Classiques Pavillons », 1985
- Sir Michael and Sir George (1964)
- Lost Empires (1965) Publié en français sous le titre Les Flonflons de la fête, Paris, Plon, coll. « Feux croisés », 1967
- It's an Old Country (1967)
- The Image Men Vol. 1: Out of Town (1968)
- The Image Men Vol. 2: London End (1968)
- King of Lies (2013), roman posthume

### Ouvrage de littérature d'enfance et de jeunesse
- Snoggle (1971)

### Recueils de nouvelles
- The Other Place (1952)
- The Carfitt Crisis (1975)

### Nouvelles
- The Old Dark House (1929)
- The Town Major of Miraucourt (1930)
- What a Life! (1931) Publié en français sous le titre Quelle vie !, Paris, Éditions Opta, L'Anthologie du mystère no 18, 1974
- Bad Companions (1931)
- An Arabian Night in Park Lane (1932) Publié en français sous le titre Les Mille et Une Nuits à Park Lane, Paris, Éditions Opta, L'Anthologie du mystère no 4, 1964
- Mr, Strenberry's Tale (1932)
- Albert Goes Through (1933)
- The Curtain Rises (1951)
- The Grey Ones (1953)
- Uncle Phil on TV (1953)
- The Strange Girl (1953)
- Night Sequence (1953)

### Théâtre
- The Good Companions (1931), adaptation du roman homonyme
- Dangerous Corner (1932) Publié en français sous le titre Virage dangereux, Paris, éditions Billaudot, 1951 ; réédition, Paris, L'Avant-scène-Fémina-théâtre no 182, 1958
- Laburnum Grove (1933)
- Eden End (1934)
- Cornelius (1935)
- Time and the Conways (1937)
- I Have Been Here Before (1937)
- When We Are Married (1938)
- Johnson Over Jordan (1939)
- The Long Mirror (1940)
- They Came to a City (1943) Publié en français sous le titre Soudain, une ville !, Paris, Aubier-Montaigne, coll. Bilingue Aubier-Montaigne no 40, 1970
- An Inspector Calls (1946) Publié en français sous le titre Un inspecteur vous demande, adapté par Michel Arnaud, Paris, France-Illustration. Le Monde illustré, Supplément théâtral et littéraire no 39, 23 juillet 1949 ; réédition, Paris, Tallandier, 1950 ; réédition, Paris, Billaudot, 1958 ; réédition, Paris, éditions de l'Amicale, 1969
- The Linden Tree (1947)
- The High Toby (1948)
- Dragon's Mouth (1952), en collaboration avec Jacquetta Hawkes
- Une tête coupée (A Severed Head, 1961) roman d'Iris Murdoch adapté à la scène
- The 31st of June: a Tale of True Love, Enterprise and Progress, in the Arturian and Ad-Atomic Ages (1961)
- The Scandalous Affair of Mr Kettle and Mrs Moon (1963) Publié en français sous le titre Si tout le monde en faisait autant, Paris, Librairie théâtrale, 1979
- A Severed Head (1964)

### Scénario
- Vacances sur ordonnance (Last Holiday) (1950)

### Essais littéraires
- Papers from Lilliput (1922)
- Figures in Modern Literature (1924)
- The English Comic Characters (1925)
- George Meredith (1926)
- English Humour (1929)
- The Balconinny (1930)
- Theatre Outlook (1947)
- The Wonderful World of the Theatre (1959)
- Literature and Western Man (1960) Publié en français sous le titre La Littérature et l'homme d'Occident, Paris, Gallimard, Du monde entier, 1963
- Charles Dickens and His World (1961) Publié en français sous le titre Charles Dickens, Paris, Hachette, 1963
- Thomas Love Peacock (1966)

### Œuvres politiques et historiques
- English Journey (1934)
- Britain Under Fire (1942)
- Letter To A Returning Serviceman (1945)
- The Arts Under Socialism (1947)
- Out of the People (1941)
- Man and Time (1964) Publié en français sous le titre L'Homme et le Temps, Paris, éditions Pont royal, 1964
- The Prince of Pleasure (1969)
- The Edwardians (1970)
- Victoria's Heyday (1972)
- The English (1973)

### Autobiographie et journaux de voyage
- English Journey (1934)
- Midnight on the Desert (1937)
- Rain Upon Godshill: A Further Chapter of Autobiography (1939)
- Delight (1949)
- Journey Down a Rainbow (1955)
- Margin Released (1962)
- A Visit to New Zealand (1974)
- Instead of the Trees (1977)

## Sources
- Susan Cooper, J. B. Priestley: portrait of an author, Londres, Heinemann, 1970
- Vincent Brome, J. B. Priestley, Londres, Hamilton, 1988
- Claude Mesplède (dir.), Dictionnaire des littératures policières, vol. 2 : J - Z, Nantes, Joseph K, coll. « Temps noir », 2007, 1086 p. (ISBN 978-2-910-68645-1, OCLC 315873361), p. 573-574.